# WRC 3: FIA World Rally Championship
WRC 3: FIA World Rally Championship est un jeu vidéo de rallye dont le nom est tiré du Championnat du monde des rallyes 2012. Il est sorti le 26 octobre 2012 sur PlayStation Vita, PC, Xbox 360, PlayStation 3.
Il a été développé par Milestone et a été édité par Black Bean Games.

## Accueil
- Jeuxvideo.com : 14/20[1]